# Kakerbeck (Wittingen)
Kakerbeck ist eine Ortschaft der Stadt Wittingen im niedersächsischen Landkreis Gifhorn.
Kakerbeck ist ein Rundlingsdorf mit ursprünglich wahrscheinlich fünf Höfen. In Kakerbeck leben heute rund 100 Menschen in 29 Häusern.

## Geografie
Im Nordosten des Landkreises Gifhorn erstreckt sich die Gemarkung südlich von Wittingen über das leicht wellige Flottsandgebiet. Das Dorf hat eine flache, südwestexponierte Hanglage.

## Geschichte
Nachweislich wurde Kakerbeck erstmals in der Stiftsurkunde vom 3. Juni 1243 urkundlich erwähnt. Allerdings gehört Kakerbeck zu den -beke-Siedlungen, deren Entstehung im Allgemeinen der älteren Rodeperiode (500–800 n. Chr.) zugerechnet werden.
Im Zuge der Gemeindegebietsreform in Niedersachsen wurde am 1. März 1974 die selbständige Gemeinde Kakerbeck in die Stadt Wittingen eingemeindet.
Im Jahr 1993 wurde die erste urkundliche Erwähnung mit einem Fest zum 750-jährigen Jubiläum gefeiert.

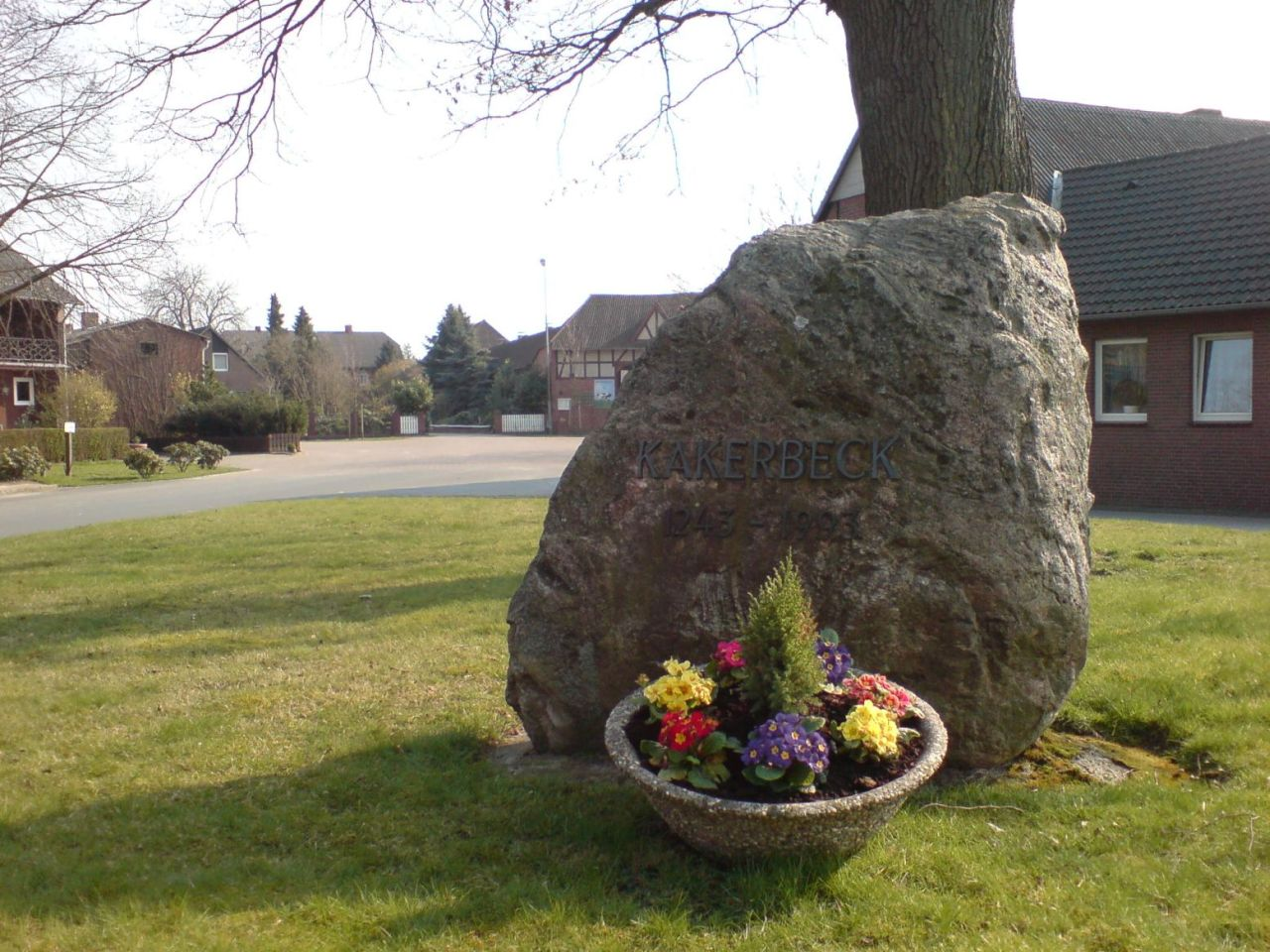
Dorfplatz von Kakerbeck mit dem Gedenkstein zur 750-Jahr-Feier

## Politik
Ortsvorsteher ist Philipp Brauner.

## Kultur und Sehenswürdigkeiten
Alljährlich zu Pfingsten findet in Kakerbeck das Froschkönigfest statt. Das Adventsblasen auf dem Dorfplatz zieht Besucher von Außerhalb an. Auf dem Dorfplatz steht eine alte Eiche, die als Naturdenkmal ausgewiesen wurde. Touristen finden im Erlebnishof im Rundling eine Anlaufadresse.

## Wirtschaft und Infrastruktur
Seit Anfang 1900 wird in Kakerbeck Tierzucht betrieben. Neben der Rinderzucht hat die Pferdezucht einen hohen Stellenwert. In der Landwirtschaft gibt es nur noch 2 Haupterwerbslandwirte.
Ein Landtechnikunternehmen betreibt im Ort einen Betriebshof und ein Getreidelager. Außerdem hat in Kakerbeck ein mittelständisches Busunternehmen seinen Standort.
Das Kinder- und Jugendheim Wittingen, 1991 zunächst im ehemaligen Gasthaus von Kakerbeck eingerichtet und 2012 in einen Neubau umgezogen, bietet Kindern ein neues Zuhause.

## Bildung
Kakerbeck war von 1777 (erste Erwähnung) bis 1970 Schulstandort. Der Neubau der neuen Volksschule erfolgte 1953. Seit 1970 besuchen die Kakerbecker Kinder die Grundschule in Wittingen. Je nach Abschluss geht es dann auf die Hauptschule Wittingen/Hankensbüttel, die IGS Wittingen, die Oberschule Wittingen, das Gymnasium Hankensbüttel, die IGS Sassenburg oder die Hermann-Löns-Schule (Förderschule) in Wittingen.